# Aus unserer Zeit
Aus unserer Zeit ist ein vierteiliger Episodenfilm verschiedener Regisseure der DEFA aus dem Jahr 1970.
Die Episoden sind nicht durch eine Rahmenhandlung verbunden, sondern völlig eigenständig.

## Episode 1:Die zwei Söhne
Die zwei Söhne ist eine Episode des deutschen Spielfilms der DEFA Aus unserer Zeit von Helmut Nitzschke aus dem Jahr 1970, frei nach der Erzählung Die zwei verlorenen Söhne aus der literarischen Sammlung Kalendergeschichten von Bertolt Brecht.

### Handlung
Diese Episode erzählt von einer Bäuerin, auf deren Hof 1945 gegen Kriegsende mehrere sowjetische Kriegsgefangene arbeiten. Ihr dort mit lebender Bruder ist ein Invalide und beaufsichtigt die Soldaten und er sorgt dafür, dass es diesen nicht gerade gut ergeht. Eines Morgens glaubte die Bäuerin bei der Morgenwäsche eines der Gefangenen unter der Pumpe auf dem Hof, das Gesicht ihres Sohnes zu erkennen. Diese Erscheinung wiederholt sich immer öfter und sie entschließt sich daraufhin zu kleinen Gesten der Menschlichkeit gegenüber den Gefangenen. Bei einer günstigen Gelegenheit, ihr Bruder war immer sehr wachsam, steckte die Bäuerin dem scheinbaren Doppelgänger eine Scheibe Speck zu. Obwohl sie nun nicht mehr das Gesicht ihres Sohnes in ihm sah, versuchte sie trotzdem, immer wieder zu helfen.
Eines Nachts tauchte der von seiner SS-Einheit versprengte Sohn tatsächlich auf. Da er Angst hatte, die Gefangenen könnten ihn an die heranrückende Rote Armee verraten, beschloss er, diese umzubringen. Das gelang ihm nicht, da ihnen inzwischen die Flucht, dank einer von der Bäuerin bekommenen Drahtschere, gelungen war. Die Bäuerin, die mit Erschrecken erkennen musste, was aus ihrem Sohn geworden ist, griff nun zu einem ungewöhnlichen Mittel, ihm das Leben zu erhalten. Sie fesselt ihn und brachte ihn zu den inzwischen eingetroffenen sowjetischen Soldaten in die Gefangenschaft, damit er nicht, fanatisch bis zum Ende weiterkämpfend, sein Leben noch verliert.

## Episode 2:Das Duell
Das Duell ist eine Episode des deutschen Spielfilms der DEFA Aus unserer Zeit von Hans-Joachim Kunert aus dem Jahr 1970, frei nach der Erzählung Das Duell aus der literarischen Sammlung Die Kraft der Schwachen von Anna Seghers.

### Handlung
In einem Schloss werden etwa im Jahr 1946 mehrere junge Menschen auf das Studium auf einer Universität vorbereitet. Der Kommunist Bötcher kommt als Beauftragter für die Durchsetzung der Schulreform zu diesem Lehrgang und trifft dabei auf den Professor Winkelfried. Dieser Professor hat Bötcher 1933 an der Technischen Hochschule in Dresden abgelöst, da er schriftlich versicherte, dem Nationalsozialismus nahezustehen, und Böttcher kam wegen seiner Gesinnung in ein Konzentrationslager.
Auch heute noch ist Winkelfried ein Professor der alten Schule, der angesichts der Arbeiter- und Bauernmacht einen Niedergang der Kultur befürchtet. Deshalb ist er der Meinung, dass Schüler, die ehemals Arbeiter waren, den Anforderungen eines Studiums nicht standhalten können. Durch den so erzeugten Druck ist der Schüler Helwig wirklich nicht in der Lage, dem Stoff zu folgen. Doch Bötcher erkennt dessen Problem mit dem Dozenten und bleibt länger zur Inspektion. Er arbeitet jetzt mit mehreren Schülern so lange, bis sie die Aufgaben begriffen haben. Auf Grund ihres hier erhaltenen Wissens und Selbstvertrauens bestehen alle Schüler des Lehrgangs die Aufnahmeprüfung zum Studium.

## Episode 3:Gewöhnliche Leute
Gewöhnliche Leute ist eine Episode des deutschen Spielfilms der DEFA Aus unserer Zeit von Rainer Simon aus dem Jahr 1970, frei nach der gleichnamigen Erzählung von Werner Bräunig.

### Handlung
Es ist eine gewöhnliche Alltagsgeschichte, die erzählt wird, und doch, denkt man über die vielen Kleinigkeiten, Impressionen des Augenblicks, ein wenig nach, dann ergibt sich aus diesen vielen treffend beobachteten Nebensächlichkeiten das Hauptsächliche.
Hannes und Adele fahren nach ihrer Hochzeit zu seinen Eltern in die Kleinstadt Kossin. Sie haben sich auf einer Wohnungsbaustelle in Halle-Neustadt kennengelernt, er als Bauingenieur und sie als Praktikantin. Während des Aufenthaltes in seiner Geburtsstadt kommt es immer wieder zu Rückblicken auf ihr bisheriges gemeinsames Leben. Dabei werden auch die Probleme bei der Fertigstellung der Plattenbauten nicht ausgenommen, denn ohne Schwierigkeiten geht es im sozialistischen Wohnungsbau nicht zu.
Es wird immer wieder gezeigt, dass es sich bei den beiden um völlig normale Leute handelt. Denn auch bei seinen Eltern, Brüdern und Freunden kann das junge Ehepaar gut bestehen. Adele ist eine selbstbewusste Frau, und das kommt bei allen gut an.

## Episode 4:Der Computer sagt: nein
Der Computer sagt: nein ist eine Episode des deutschen Spielfilms der DEFA Aus unserer Zeit von Kurt Maetzig aus dem Jahr 1970.

### Handlung
In der Sowjetunion und der DDR werden jeweils die Computer gefragt, ob es möglich ist, innerhalb von drei Monaten einen politisch wichtigen Verstärker für die Sendeanlage von Radio Havanna in Kuba zu bauen. Die erfolgten Berechnungen ergaben, dass dieses unmöglich ist. Der Techniker Sascha aus Moskau und der Techniker Dieter geben sich mit diesem Ergebnis nicht zufrieden und dabei hat einer der Experten die rettende Idee. Mit sehr einfachen Mitteln werden die Computerergebnisse widerlegt, was beweisen soll, dass ein bestimmtes technisches Problem durch eine enge Gemeinschaftsarbeit sozialistischer Wissenschaftler doch zu lösen ist.

## Produktion
Aus unserer Zeit wurde von der Künstlerischen Arbeitsgruppe „Roter Kreis“ anlässlich des 20. Jahrestages der DDR als Schwarzweißfilm gedreht und hatte am 15. Januar 1970 im Berliner Kino International Premiere. Die Erstausstrahlung im 1. Programm des Fernsehens der DDR erfolgte am 26. Februar 1973.

## Kritik
Günter Sobe von der Berliner Zeitung kommt zu dem Schluss, dass sich dieser Episodenfilm zu keiner künstlerischen Geschlossenheit fügen will. Es ist zwar kein uninteressanter Versuch, den man aber nicht als rundum gelungen bezeichnen kann. Dafür sind die Erzählweisen und die stilistischen Grundauffassungen zu unterschiedlich. Es bleibt aber ein Film, der Nachdenken lehren will über einen zurückgelegten Weg und der mit seinen Mitteln auch manche Anregung zu geben vermag auf dem Weg in die Zukunft.
Aus Sicht von Helmut Ullrich von der Neuen Zeit, ist der Film ein interessantes Experiment. Nach seiner Meinung könnten die vier Geschichten auch jede für sich als Kurzspielfilm existieren, doch ihre ganze Bedeutung als Bestandteile einer Zeitchronik erhalten sie erst durch ihren Zusammenhang. Die gegebenen Möglichkeiten wurden nicht immer ausgeschöpft. Besonders die Episoden Zwei Söhne und Gewöhnliche Leute haben eine konzentrierte Ausdruckskraft.
Nach dem Lexikon des internationalen Films ist der Film trotz wechselhafter künstlerischer Qualität der Beiträge ein aufschlussreiches Dokument. Als besonders gelungen werden die Episoden Die zwei Söhne, wegen ihrer an Bertolt Brecht geschulten, konsequent durchgehaltenen verfremdenden Kargheit und Gewöhnliche Leute, als ein dokumentarisch-realistisches Gesellschaftsbild mit gesellschaftskritischen Untertönen bezeichnet.